# Anna, Ohio
Anna är en ort (village) i Shelby County i Ohio.  Vid 2010 års folkräkning hade Anna 1 567 invånare.